# La Malmaison
Pour les articles homonymes, voir Malmaison.
La Malmaison est une commune française située dans le département de l'Aisne, en région Hauts-de-France.

## Géographie
- 1Carte dynamique
- 2Carte OpenStreetMap
- 3Carte topographique
- 4Carte avec les communes environnantes

La commune est située dans la plaine à l'est de la ligne Laon-Reims à 30 km de Laon et 30 km de Reims. Au nord se trouve le camp militaire de Sissone, à l'est la limite du département de l'Aisne avec le département des Ardennes.
La Malmaison possède deux hameaux : Magniviller au sud et Roberchamps à l'est.

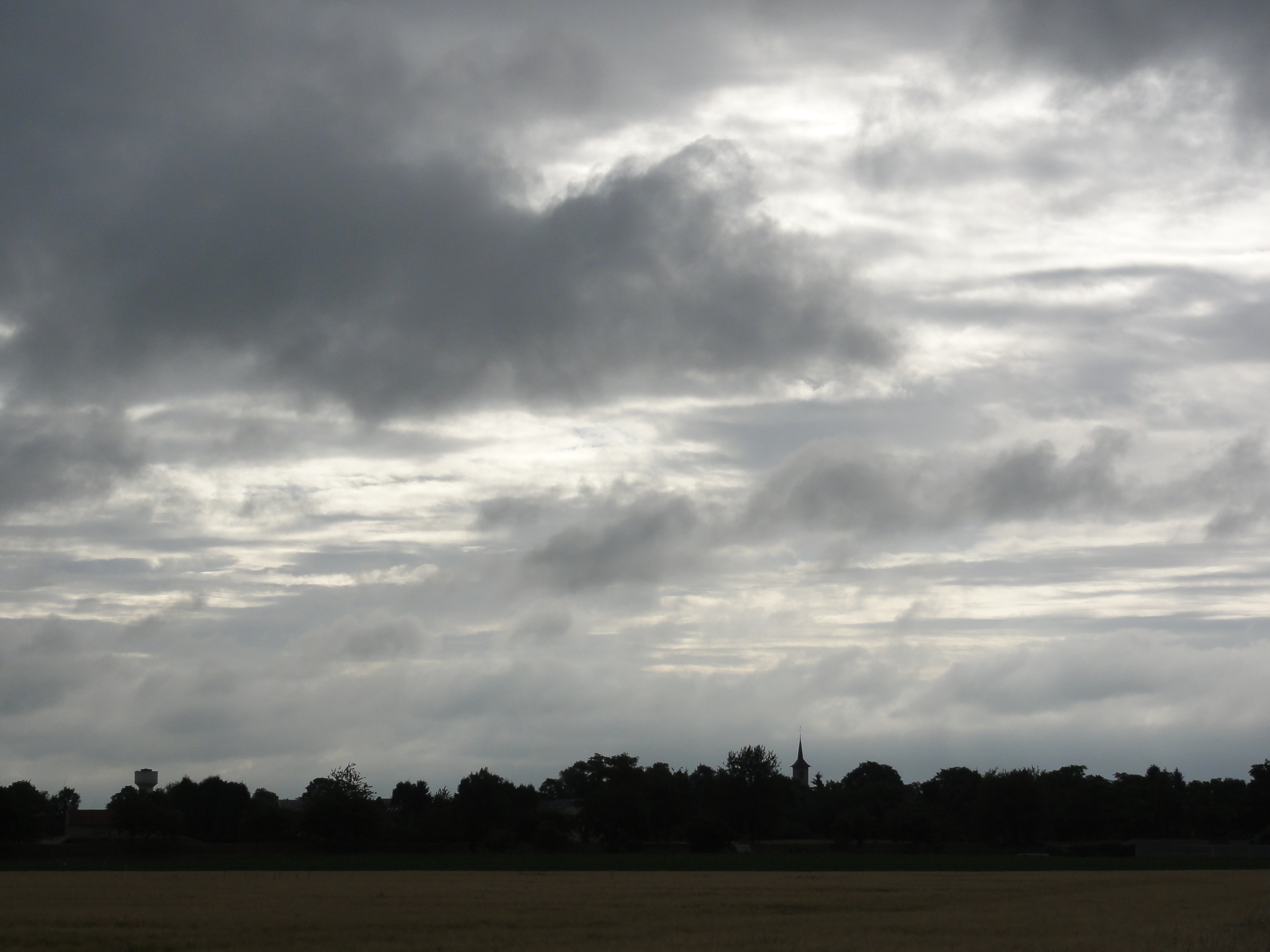
Le village dans la plaine sous les nuages.
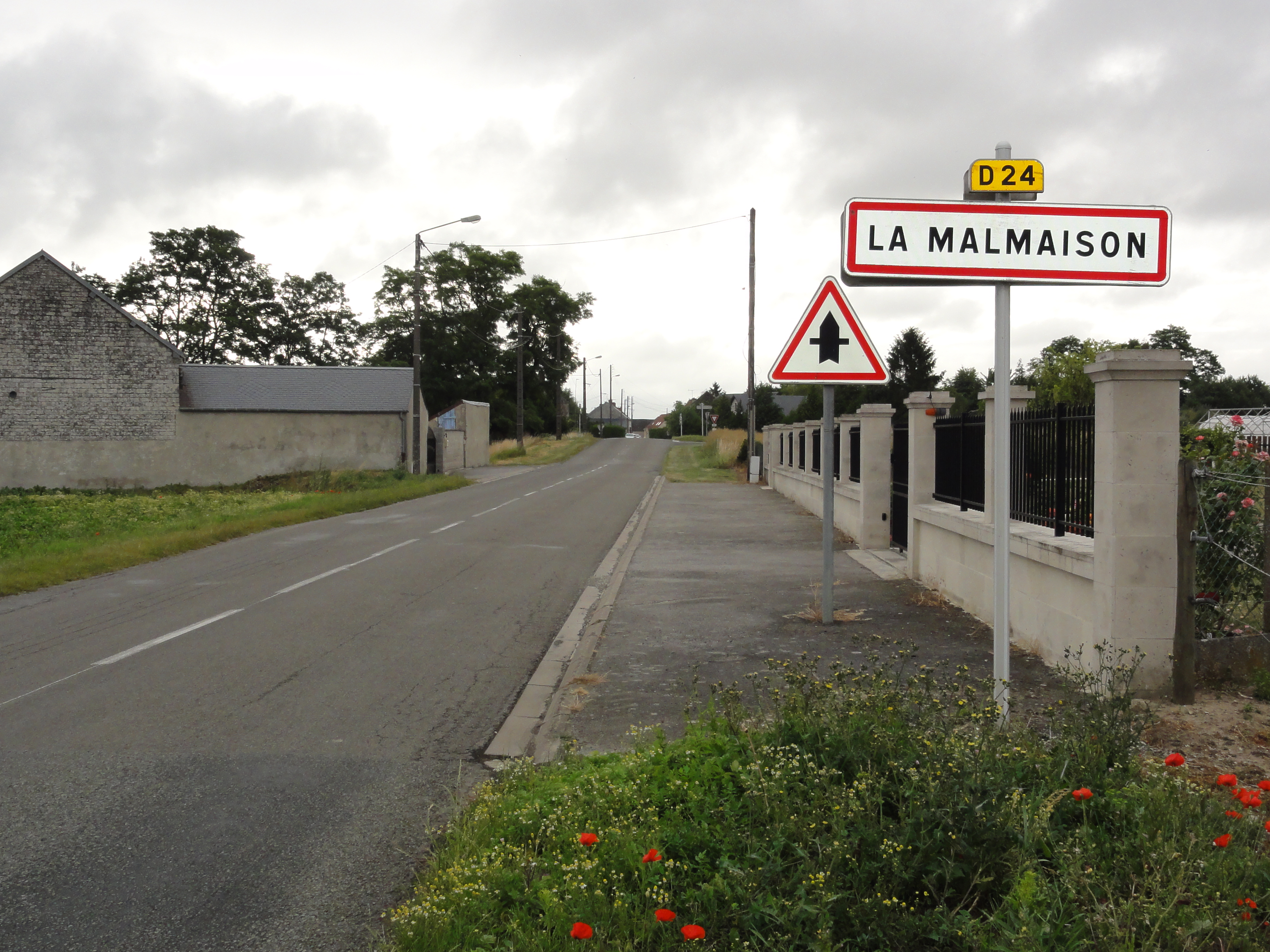
Entrée de La Malmaison.
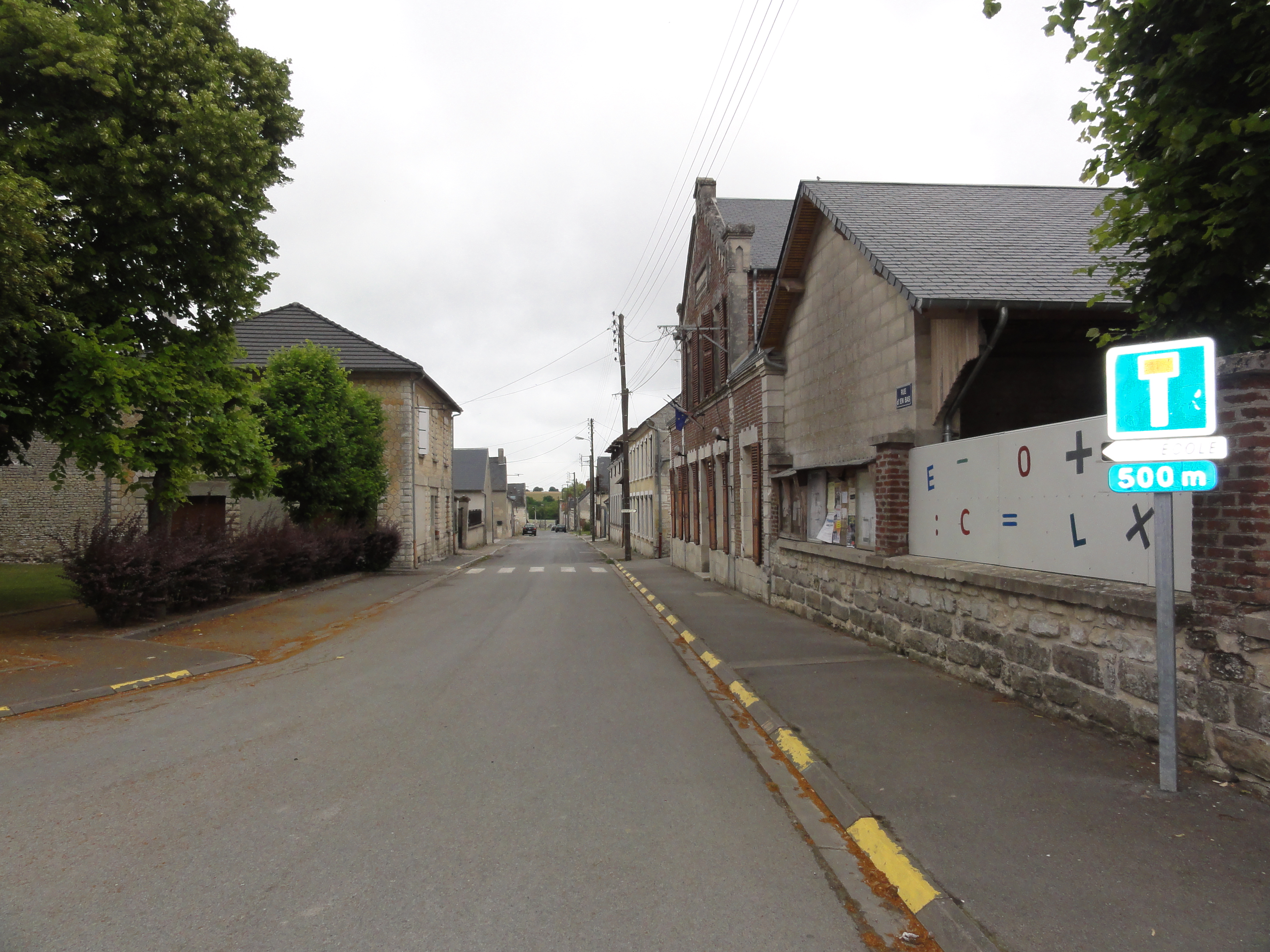
Rue d'en Bas.
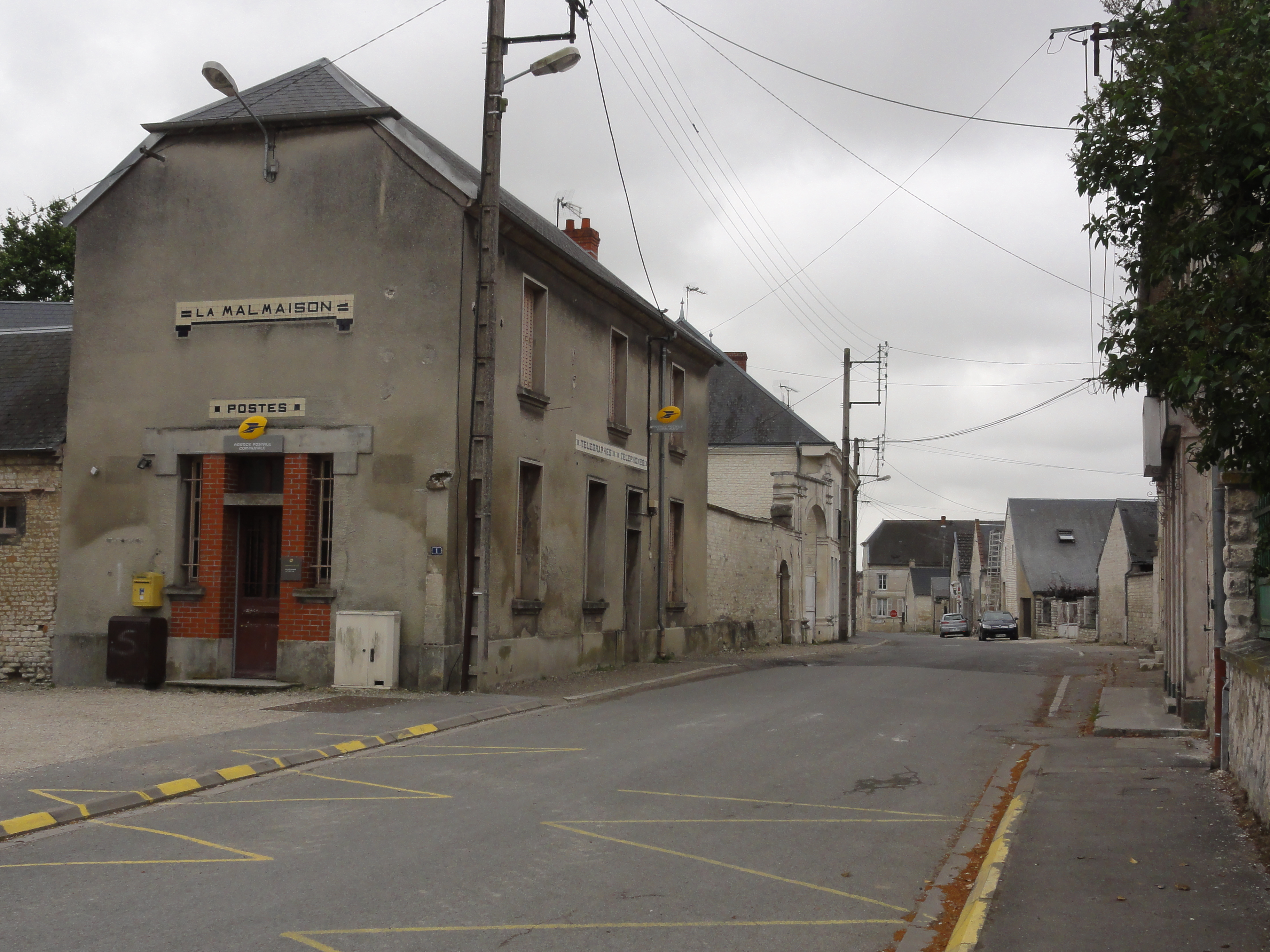
Rue d'en Haut.

### Hydrographie
La commune est située dans le bassin Seine-Normandie. Elle n'est drainée par aucun cours d'eau,.

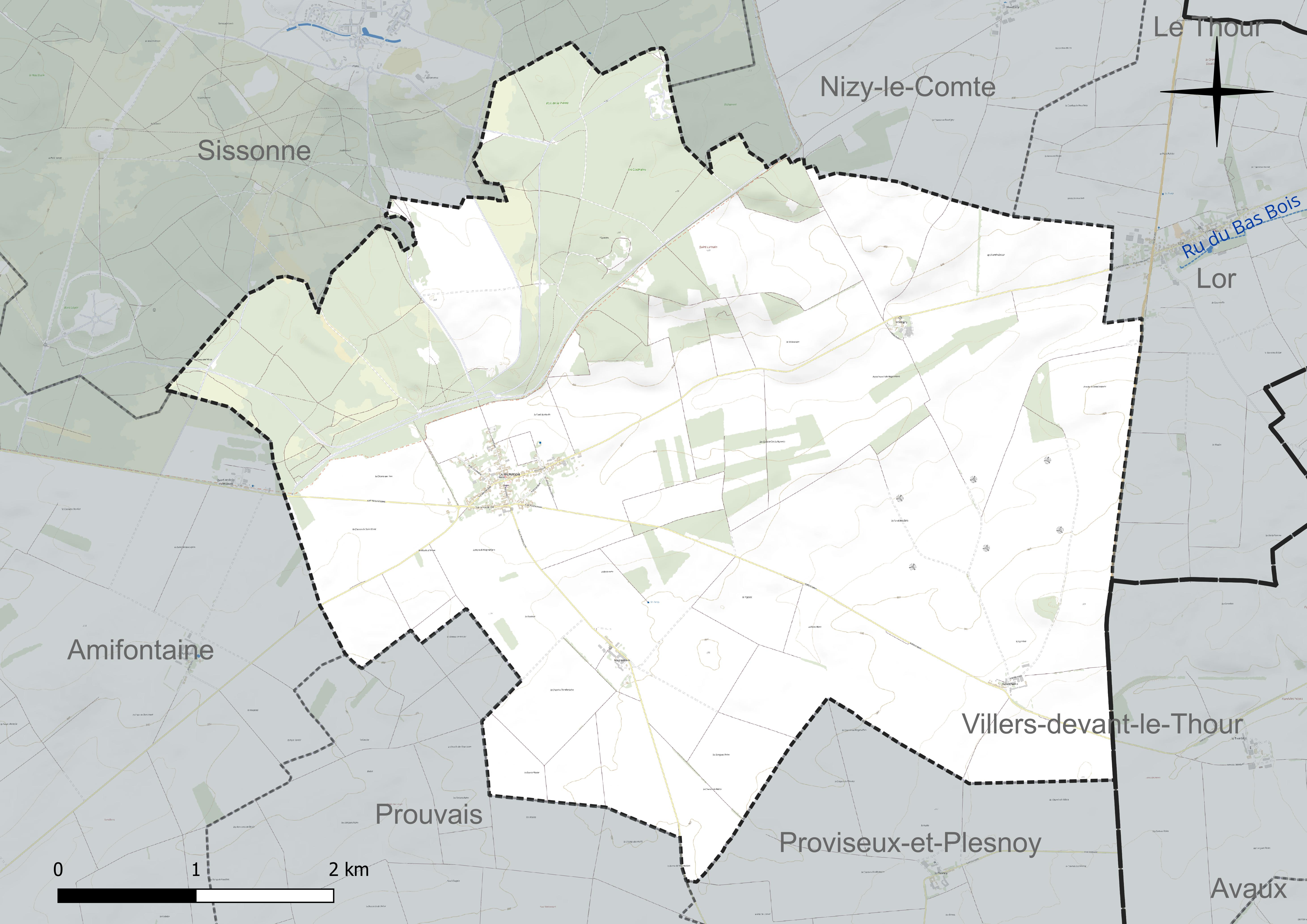
Réseau hydrographique de la Malmaison.

### Climat
Pour des articles plus généraux, voir Climat des Hauts-de-France et Climat de l'Aisne.
En 2010, le climat de la commune est de type climat océanique dégradé des plaines du Centre et du Nord, selon une étude du CNRS s'appuyant sur une série de données couvrant la période 1971-2000. En 2020, Météo-France publie une typologie des climats de la France métropolitaine dans laquelle la commune est exposée à un climat océanique altéré et est dans la région climatique Nord-est du bassin Parisien, caractérisée par un ensoleillement médiocre, une pluviométrie moyenne régulièrement répartie au cours de l'année et un hiver froid (3 °C).
Pour la période 1971-2000, la température annuelle moyenne est de 10,2 °C, avec une amplitude thermique annuelle de 15,4 °C. Le cumul annuel moyen de précipitations est de 758 mm, avec 11,8 jours de précipitations en janvier et 9 jours en juillet. Pour la période 1991-2020, la température moyenne annuelle observée sur la station météorologique la plus proche, située sur la commune de La Selve à 6 km à vol d'oiseau, est de 10,8 °C et le cumul annuel moyen de précipitations est de 710,7 mm,. Pour l'avenir, les paramètres climatiques de la commune estimés pour 2050 selon différents scénarios d'émission de gaz à effet de serre sont consultables sur un site dédié publié par Météo-France en novembre 2022.

## Urbanisme

### Typologie
Au 1er janvier 2024, La Malmaison est catégorisée commune rurale à habitat dispersé, selon la nouvelle grille communale de densité à 7 niveaux définie par l'Insee en 2022.
Elle est située hors unité urbaine. Par ailleurs la commune fait partie de l'aire d'attraction de Reims, dont elle est une commune de la couronne,. Cette aire, qui regroupe 294 communes, est catégorisée dans les aires de 200 000 à moins de 700 000 habitants,.

### Occupation des sols
L'occupation des sols de la commune, telle qu'elle ressort de la base de données européenne d'occupation biophysique des sols Corine Land Cover (CLC), est marquée par l'importance des territoires agricoles (72,6 % en 2018), une proportion identique à celle de 1990 (72,6 %). La répartition détaillée en 2018 est la suivante : 
terres arables (72,6 %), forêts (19 %), milieux à végétation arbustive et/ou herbacée (7,2 %), zones urbanisées (1,2 %).
L'évolution de l'occupation des sols de la commune et de ses infrastructures peut être observée sur les différentes représentations cartographiques du territoire : la carte de Cassini (XVIIIe siècle), la carte d'état-major (1820-1866) et les cartes ou photos aériennes de l'IGN pour la période actuelle (1950 à aujourd'hui).

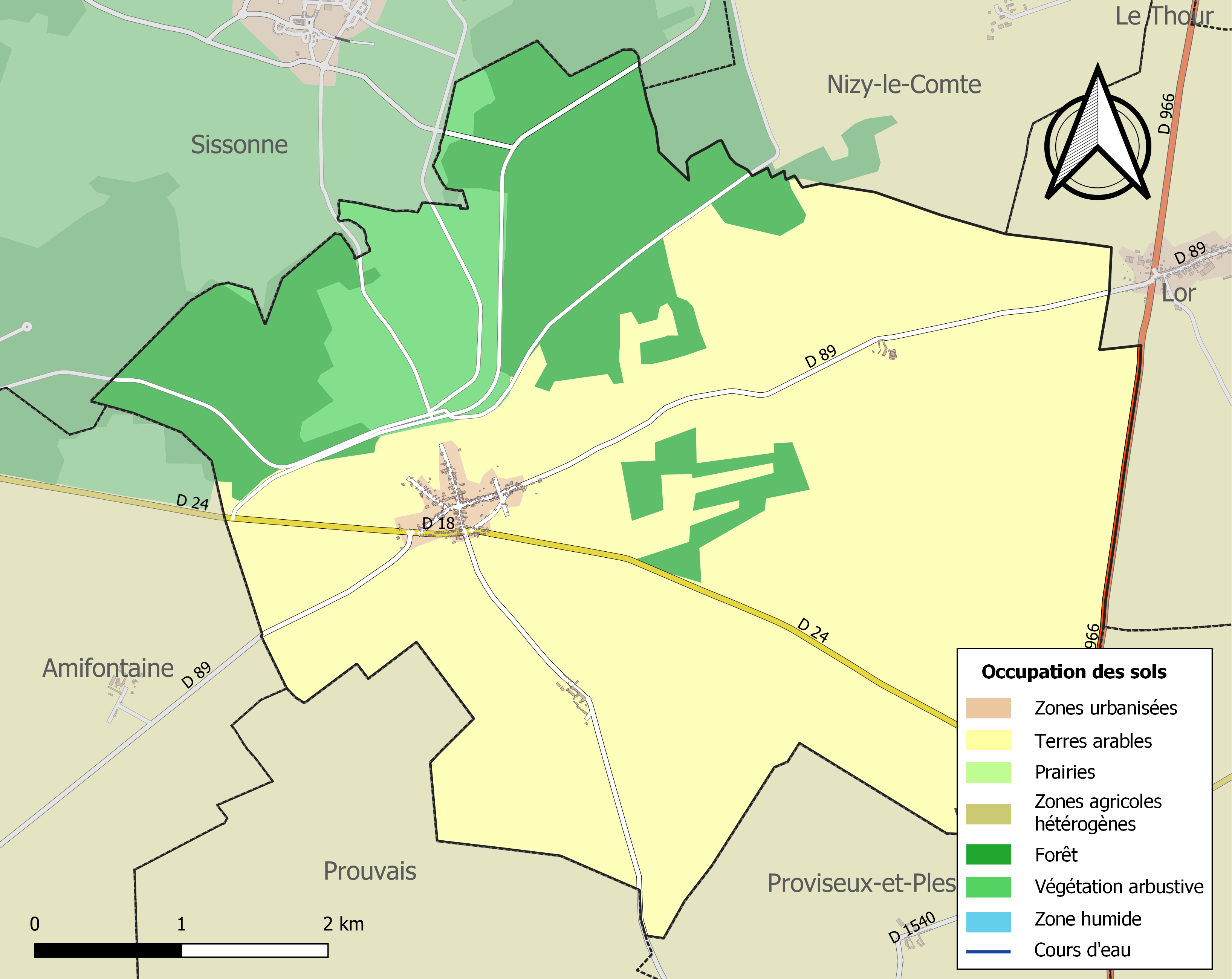
Carte de l'occupation des sols de la commune en 2018 (CLC).

## Toponymie
Le nom de la localité est attesté sous les formes Maladomus (1237) ; Malemaison (1405).
De l'adjectif de la langue d'oïl male « mauvaise » et « maison ».

## Histoire

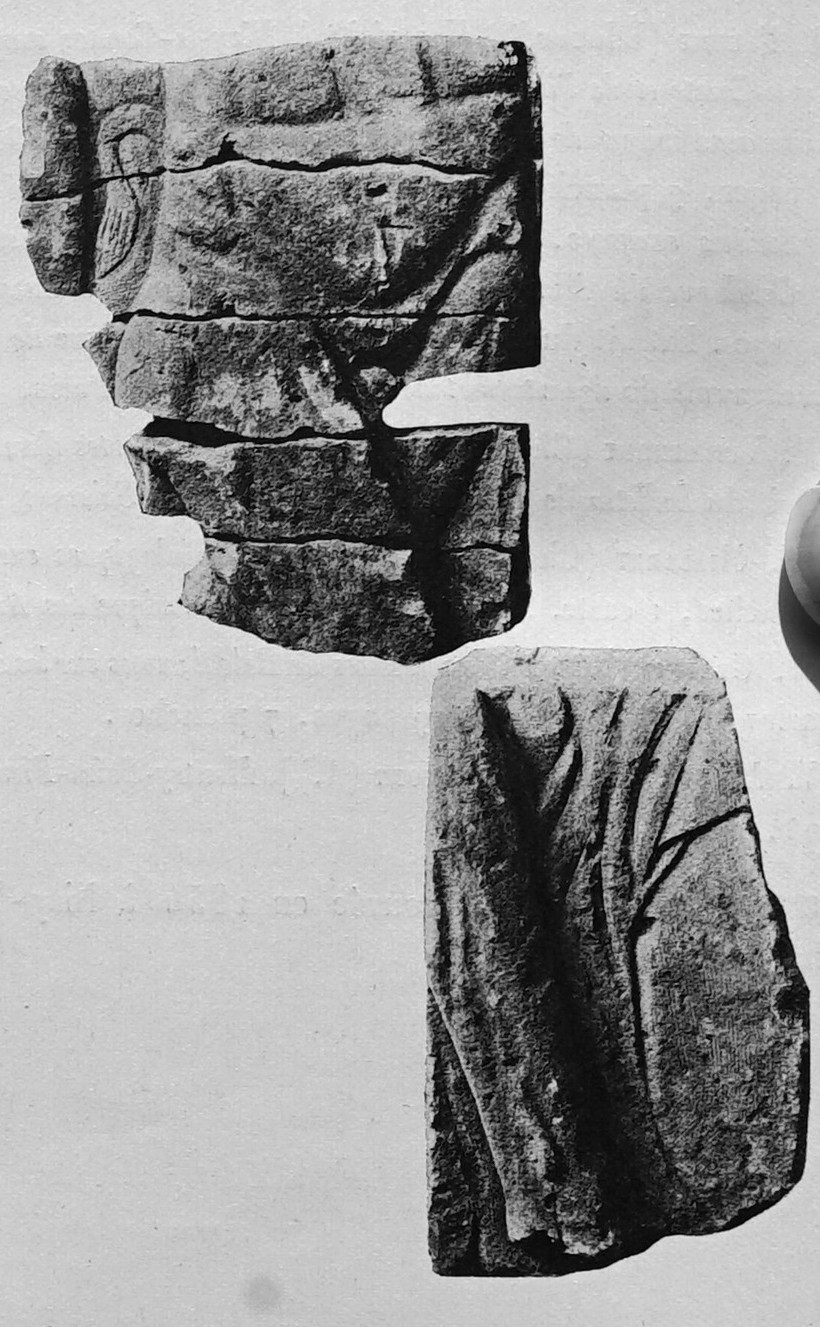
à Roberchamps,
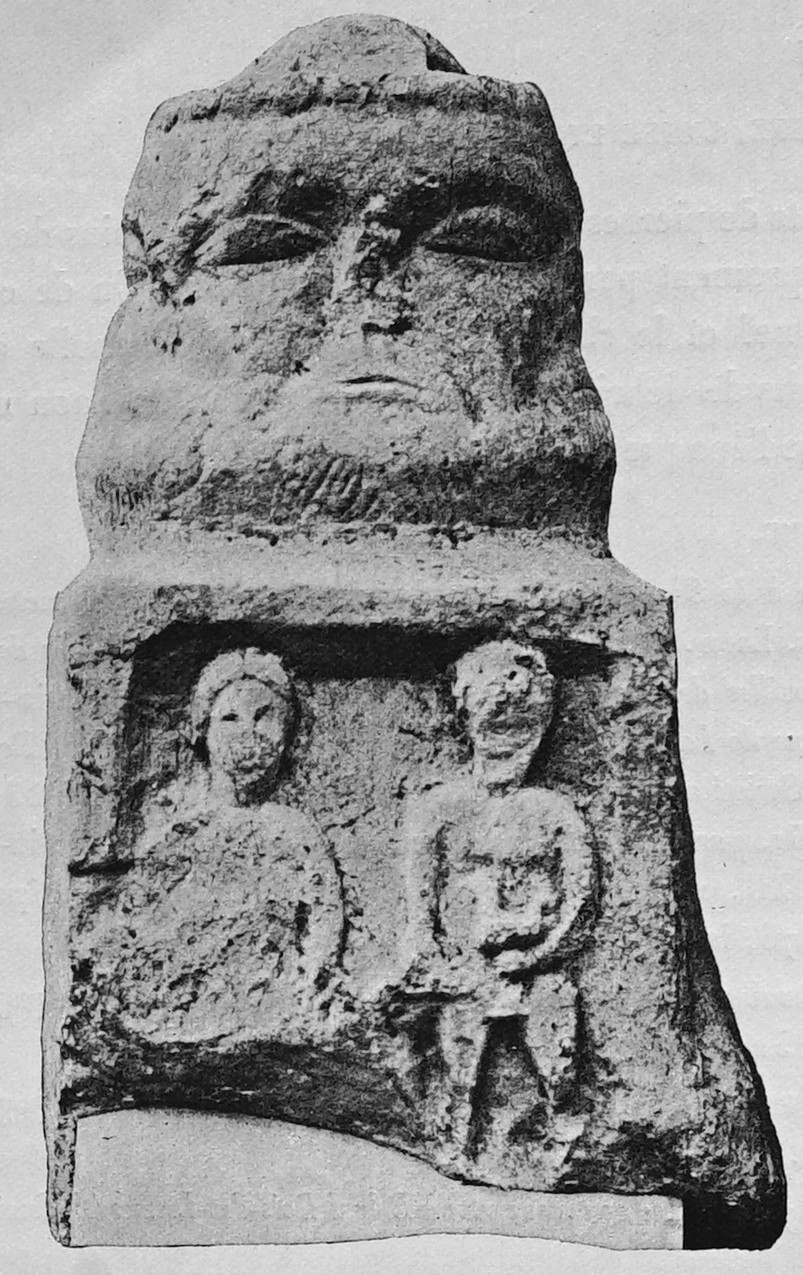
Tête à trois faces du Mont Magnivillers.

Des traces d'un habitat protohistorique quadrangulaire trouvé en 1998 au Chemin de Lor et à la ferme Magnivillers en 1996 et aussi à la Vallée au Loup. La voie Reims-Bavais passe sur le territoire de la commune. Des traces d'habitats gallo-romains ont été trouvées vers 1850 au Mont Magnivillers et un dépôt monétaire aux Terres-Noires. Une nécropole mérovingienne avec des sarcophages aux Terres-Noires fouillés entre 1894 et 1911. Et à Roberchamps d'autres inhumations mérovingiennes.
Frontigny-et-Robertchamp, Magnivillers-et-Plesnoy, fermes formant municipalités, lui furent réunies par arrêté du directoire du département du 21 octobre 1791.

## Politique et administration

### Découpage territorial
La commune de Malmaison est membre de la communauté de communes de la Champagne Picarde, un établissement public de coopération intercommunale (EPCI) à fiscalité propre créé le 22 décembre 1995 dont le siège est à Saint-Erme-Outre-et-Ramecourt. Ce dernier est par ailleurs membre d'autres groupements intercommunaux.
Sur le plan administratif, elle est rattachée à l'arrondissement de Laon, au département de l'Aisne et à la région Hauts-de-France. Sur le plan électoral, elle dépend du canton de Villeneuve-sur-Aisne pour l'élection des conseillers départementaux, depuis le redécoupage cantonal de 2014 entré en vigueur en 2015, et de la première circonscription de l'Aisne pour les élections législatives, depuis le dernier découpage électoral de 2010.

### Administration municipale
| Période                                  | Période                       | Identité           | Étiquette | Qualité                                                    |
| ---------------------------------------- | ----------------------------- | ------------------ | --------- | ---------------------------------------------------------- |
| Les données manquantes sont à compléter. |                               |                    |           |                                                            |
| avant 1988                               | ?                             | Jean-Pierre Leroux |           |                                                            |
| mars 2001                                | En cours (au 13 juillet 2020) | Gérard Licette     | DVG       | Retraité Fonction publique Réélu pour le mandat 2020-2026, |

La Malmaison a été l'une des 28 communes du canton de Neufchâtel-sur-Aisne et est depuis le redécoupage cantonal de 2014 l'une des 76 communes du canton de Villeneuve-sur-Aisne.

## Démographie
L'évolution du nombre d'habitants est connue à travers les recensements de la population effectués dans la commune depuis 1793. Pour les communes de moins de 10 000 habitants, une enquête de recensement portant sur toute la population est réalisée tous les cinq ans, les populations de référence des années intermédiaires étant quant à elles estimées par interpolation ou extrapolation. Pour la commune, le premier recensement exhaustif entrant dans le cadre du nouveau dispositif a été réalisé en 2007.

En 2022, la commune comptait 403 habitants, en évolution de −2,42 % par rapport à 2016 (Aisne : −1,97 %, France hors Mayotte : +2,11 %).
| 1793 | 1800 | 1806 | 1821 | 1831 | 1836 | 1841 | 1846 | 1851 |
| ---- | ---- | ---- | ---- | ---- | ---- | ---- | ---- | ---- |
| 416  | 508  | 503  | 537  | 683  | 738  | 747  | 728  | 753  |

| 1856 | 1861 | 1866 | 1872 | 1876 | 1881 | 1886 | 1891 | 1896 |
| ---- | ---- | ---- | ---- | ---- | ---- | ---- | ---- | ---- |
| 772  | 737  | 728  | 725  | 696  | 657  | 616  | 608  | 627  |

| 1901 | 1906 | 1911 | 1921 | 1926 | 1931 | 1936 | 1946 | 1954 |
| ---- | ---- | ---- | ---- | ---- | ---- | ---- | ---- | ---- |
| 635  | 675  | 620  | 550  | 617  | 553  | 556  | 565  | 528  |

| 1962 | 1968 | 1975 | 1982 | 1990 | 1999 | 2006 | 2007 | 2012 |
| ---- | ---- | ---- | ---- | ---- | ---- | ---- | ---- | ---- |
| 428  | 389  | 356  | 302  | 337  | 363  | 402  | 407  | 415  |

| 2017 | 2022 | - | - | - | - | - | - | - |
| ---- | ---- | - | - | - | - | - | - | - |
| 410  | 403  | - | - | - | - | - | - | - |

## Lieux et monuments
- Église Saint-Michel.
- Le monument aux morts commémorant 34 soldats de la guerre 1914-1918 et deux soldats de la guerre 1939-1945. Sur le monument une épitaphe de Victor Hugo : « Ceux qui pieusement sont morts pour la patrie ont droit qu'à leurs cercueils la foule vienne et prie. ».
- Au cimetière, le carré militaire de la Commonwealth War Graves Commission avec huit tombes de la guerre 1939-1945.

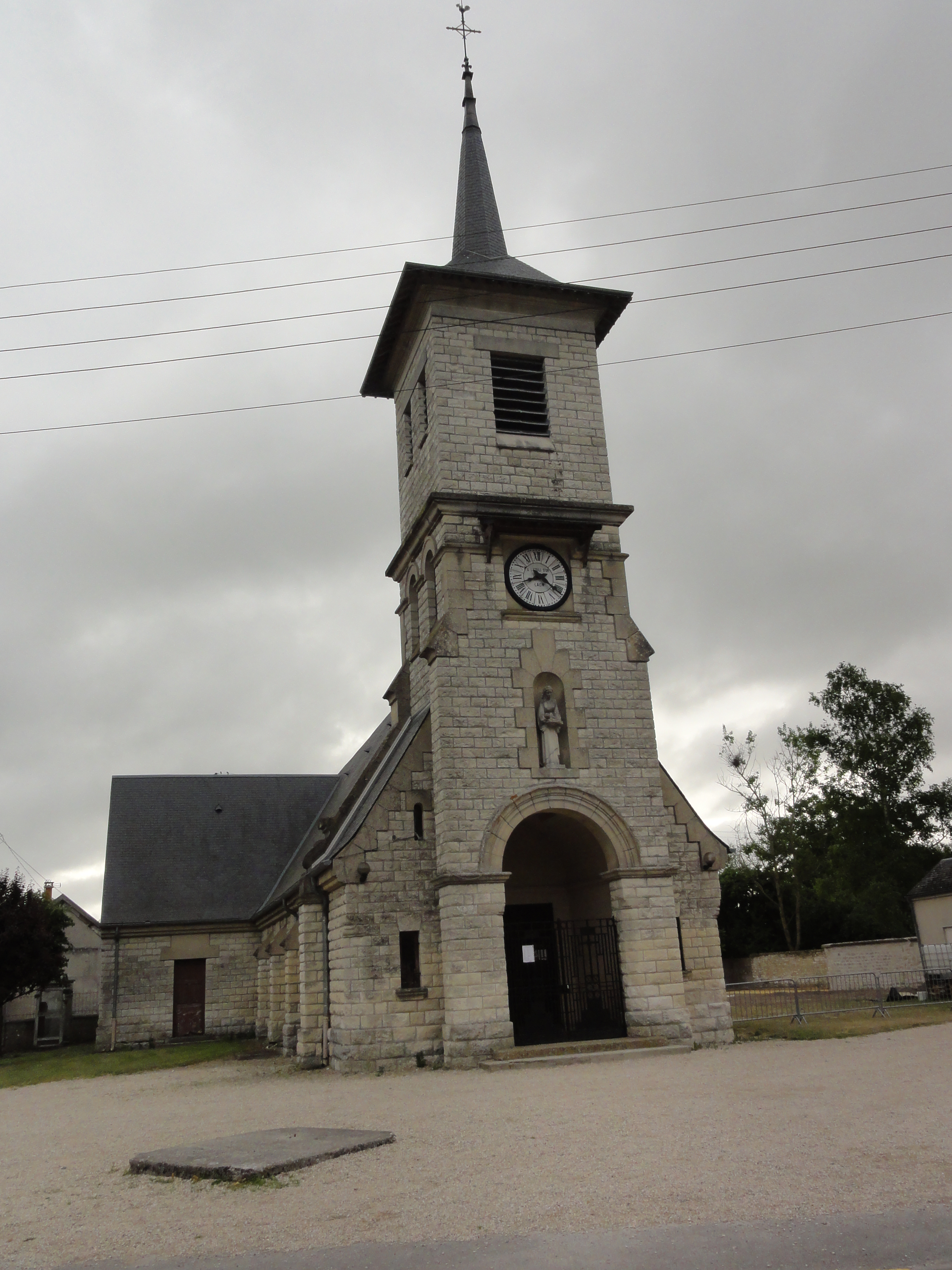
Église Saint-Michel.
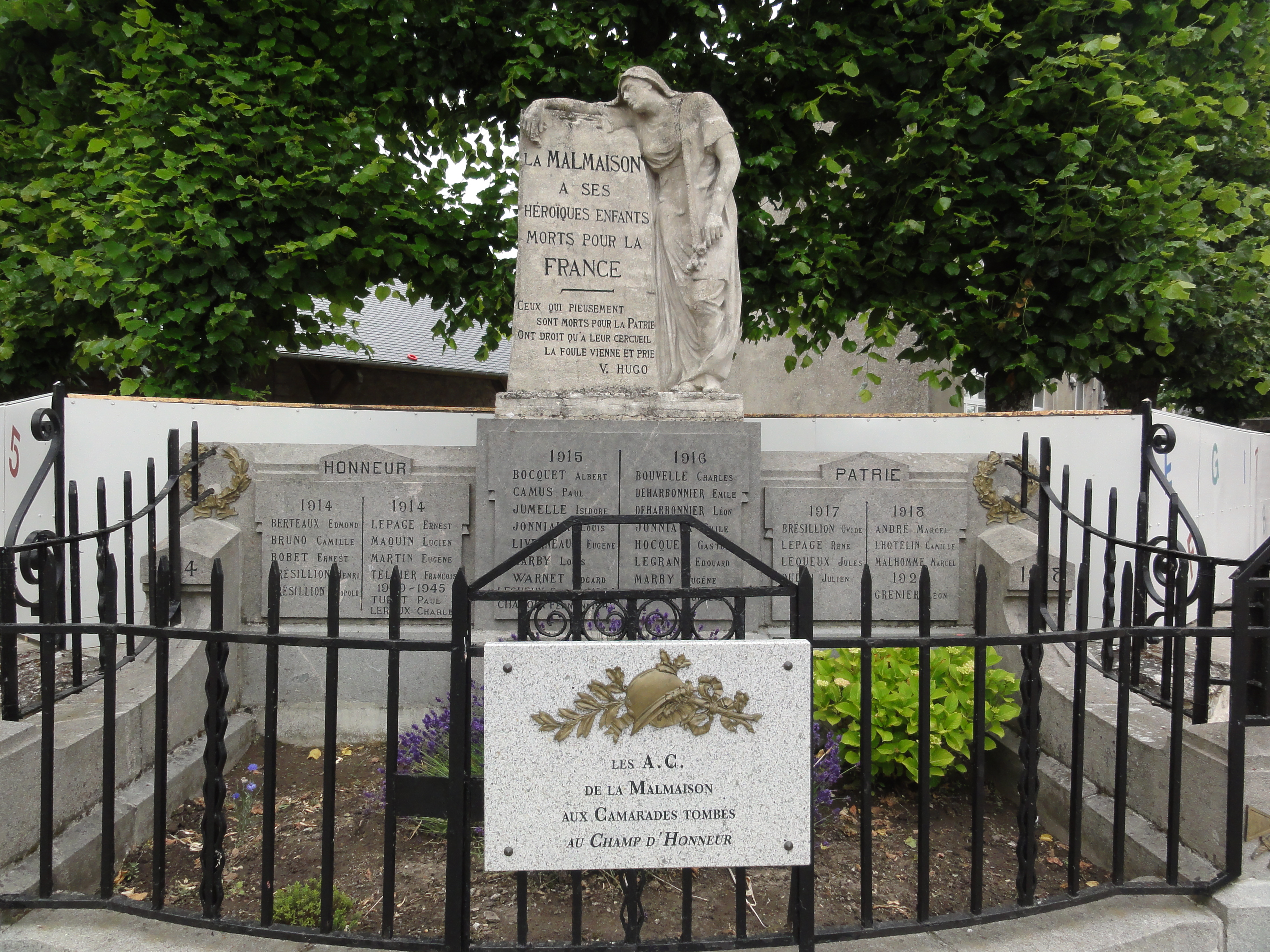
Monument aux morts.
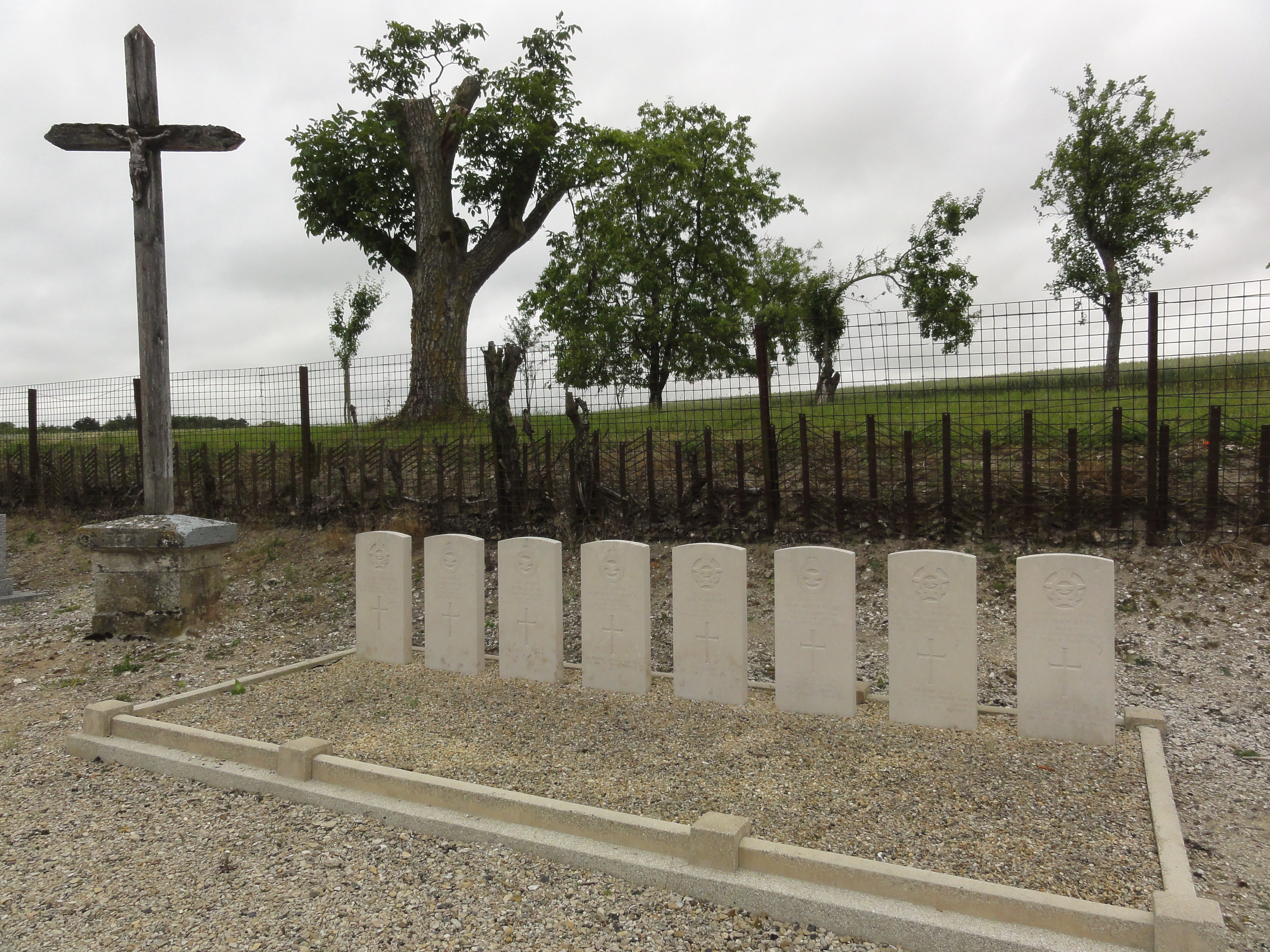
Carré militaire de la Commonwealth.

## Dans la culture populaire
En 2022, la commune apparaît dans le film À l'Ouest, rien de nouveau, troisième adaptation du roman À l'ouest rien de nouveau.